# 17746 Хайґа
17746 Хайґа (17746 Haigha) — астероїд головного поясу, відкритий 30 січня 1998 року.
Тіссеранів параметр щодо Юпітера — 3,516.